# 아르곤-아르곤 연대 측정
아르곤-아르곤 연대 측정(Argon–argon dating) 또는 40Ar/39Ar 연대측정은 아르곤 동위 원소를 이용하여 암석의 연대를 측정하는 방법으로 기존에 이용되었던 칼륨-아르곤 연대 측정법이 가지고 있는 여러 가지 약점들을 보완할 수 있으며 시료의 불균질성 문제를 해결할 수 있고 과잉 또는 손실 Ar에 관한 정보를 제공해 줄 수 있는 등 칼륨-아르곤 연대 측정에 비해 많은 장점을 지니고 있다.

## 방법
아르곤-아르곤 연대 측정은 칼륨-아르곤 연대 측정의 원리와 거의 같다. 암석이 형성된 후 암석 내부의 칼륨-40은 방사성 붕괴를 통해 아르곤-40으로 변한다. 이 과정을 이용해 김정민 외(2001)는 다음과 같은 측정식을 유도하고 시료 내 아르곤-40과 칼륨-40의 양을 구해 암석의 연대를 계산하였다.
{\displaystyle t={\frac {1}{\lambda }}\ln(1+{\frac {\lambda }{\lambda _{e}+\lambda _{e}^{'}}}\cdot {\frac {40Ar}{40K}})}
({\displaystyle \lambda } : 칼륨-40의 전체 붕괴상수 {\displaystyle \lambda _{e}} : 칼륨-40이 아르곤-40으로 붕괴할 때의 붕괴 상수 {\displaystyle \lambda _{e}^{'}} : 칼륨-40이 칼슘-40으로 붕괴할 때의 붕괴상수)
아르곤-아르곤 연대 측정을 위해 시료를 중성자 빔에 노출시키면 시료 내의 39K 핵은 아래 반응에 의해 중성자와 반응하여 39Ar을 만들고 한 개의 양성자를 방출한다. 아래 식으로부터 39Ar이 생성되기 위해서는 1.2 MeV 이상의 에너지를 갖는 속중성자가 필요하다.
3919K + 10n → 3918Ar + 10H + Q
중성자 조사(照射)를 통해 생성되는 39ArK의 양은 중성자 조사 시간, 중성자속의 세기와 반응 단면적의 함수로서 다음의 식으로 계산된다.
{\displaystyle 39Ar_{K}=39K\cdot {\Delta }\int {\phi }(E){\sigma }(E)dE}
({\displaystyle {\Delta }} : 중성자 조사 시간 {\displaystyle {\phi }(E)} : 에너지 E에서의 중성자속의 강도(Neutron Flux) {\displaystyle {\sigma }(E)} : 에너지 E에서의 중성자 흡수단면적(neutron capture cross section)) 
위의 두 식을 결합하면 아래와 같은 아르곤-아르곤 연대 측정 기본식이 얻어진다. 
{\displaystyle {\frac {40Ar}{39Ar_{K}}}={\frac {40K}{39K}}\cdot {\frac {\lambda _{e}+\lambda _{e}^{'}}{\lambda }}\cdot {\frac {1}{\Delta }}\cdot {\frac {e^{\lambda t}}{\int {\phi }(E){\sigma }(E)dE}}}
K-Ar 연대를 잘 알고 있는 물질을 미지의 시료와 같이 중성자에 조사시킨 후 아르곤의 동위원소비를 구하여 아래 식에 정의된 J Factor를 얻을 수 있다. 
{\displaystyle J={\frac {40K}{39K}}\cdot {\frac {\lambda }{\lambda _{e}+\lambda _{e}^{'}}}\cdot {\Delta }T\cdot \int {\phi }(E){\sigma }(E)dE}
J Factor가 계산되면 미지의 시료에 대한 아르곤-아르곤 연대는 다음 식에 의해 계산된다. 아르곤-아르곤 연대 측정은 아르곤 동위 원소 비율만 알면 연대를 계산할 수 있어 칼륨이나 아르곤의 절대적 양을 구할 필요 없고 칼륨-아르곤 연대 측정에서 문제가 되는 시료의 불균질성 문제도 해결할 수 있다. 
{\displaystyle t={\frac {1}{\lambda }}\cdot \ln(1+J\cdot {\frac {40Ar}{39Ar_{K}}})}

## 실제 사용 사례
조형성 외(2011)는 부산광역시에 분포하는 다대포층 기저의 데사이트질 기반암과 상부를 피복하는 현무암질 안산암의 시료를 채취하여 아르곤-아르곤 연대 측정(40Ar/39Ar 연대측정)을 실시하였다. 분지의 기반암인 데사이트는 다소 불확실한 약 94 Ma, 다대포층을 덮는 현무암질 안산암은 약 69 Ma의 연대가 구해졌다. 데사이트질 기반암의 연대 측정 결과가 신뢰할만한 수준은 되지 못해 현재로서는 다대포층이 94 Ma 이후에 퇴적이 시작되었다고 단정할 수 없으나 현무암질 안산암이 상부 다대포층을 직접 피복하는 것으로 보아 다대포층은 69 Ma 직전까지 퇴적이 계속된 것으로 판단된다. 조형성 등은 이 결과를 바탕으로 다대포층이 하양층군 칠곡층에 대비될 가능성은 매우 희박하며 경상 누층군 진동층 상부 또는 고성층에 대비될 가능성이 높고 앞서 김인수가 발견한 역자화 성분은 하양층군 함안층 및 칠곡층의 바렘절(Barremian) 시기의 역자화 성분이 아니라 상파뉴절(Campanian) 시기에 해당되는 역자화 성분으로 해석하였다.

## 같이 보기
- 칼륨-아르곤 연대 측정
- 아르곤과 아르곤 동위 원소